# We Were Exploding Anyway
We Were Exploding Anyway — четвёртый студийный альбом британской построк-группы 65daysofstatic, выпущенный 26 апреля 2010 года в Европе и США и 19 мая — в Японии. Это их первый альбом, который был выпущен на лейбле Hassle Records. Два сингла, «Weak4» и «Crash Tactics», были выпущены 18 и 30 марта соответственно.

## Список композиций
1. «Mountainhead» — 5:33
2. «Crash Tactics» — 3:47
3. «Dance Dance Dance» — 4:02
4. «Piano Fights» — 3:51
5. «Weak4» — 3:54
6. «Come to Me» (feat. Роберт Смит из The Cure) — 8:00
7. «Go Complex» — 4:04
8. «Debutante» — 7:21
9. «Tiger Girl» — 10:37